# インフォシス
インフォシス リミテッド（英語：Infosys Limited）は、インドのカルナータカ州バンガロールに本社機能を置く世界有数のITコンサルティング・ビジネスコンサルティング・テクノロジー・エンジニアリング・アウトソーシング・ソフトウェア開発企業。インドの六大メガIT企業（en:Big Tech (India)）の一角で、タタ・コンサルタンシー・サービシズに並ぶ第二位の規模を持つ（以下HCLテクノロジーズ、コグニザント（en:cognizant）、ウィプロ、テック・マヒンドラ（en:Tech Mahindra）が続く）。大規模なシステム開発、ERPのグローバルロールアウトを得意としてきたが近年はデジタルトランスフォーメーションに特化しデジタルソリューションに注力している。

## 沿革
1981年インドのプネーにおいて、ナラヤナ・ムルティ（現在は名誉会長および代表相談役）やクリス・ゴパラクリシュナン（三代目CEO）など７人のメンバーにより、250ドルの資金でスタートする。（2代目CEOのナンダン・ニレカニはその後入社してきた）
設立当初よりインド的なファミリービジネスの企業体ではなく、インドが誇れる世界に通用する企業体になることを目標として掲げる。最初の10年間はインド国内より世界を相手にビジネスを展開していたため、現在のようなオフショアモデルが成立せず、非常に困難な時代であった。
1990年代前半のインドの経済政策の変更、1995年以降の通信インフラの整備、1999年におきた「2000年問題対応」をステップに、欧米企業からの盛んなIT投資とオフショア・アウトソーシングのブームに乗り、2000年以降は、英語力・技術力にたけた低コスト人材と、米国との時差を生かした効果的な時間活用を魅力に、欧米企業のノン・コア業務の受け皿となる。
当初より品質管理に重点をおき、早い時期にカーネギーメロン大学ソフトウエア工学研究所が規定するCMMI（能力成熟モデル統合）において最高水準となるレベル5に認定される。1999年にインドの企業としては初となる、米NASDAQへの上場を果たした。
トーマス・フリードマンが著書『フラット化する世界』の執筆前に世界中を旅した際、当時のインフォシスCEOナンダン・ニレカニがフリードマンに対し、「競争の世界は平らになりつつある」と語った。このことが同著執筆のきっかけになったとされている。
インドのIT業界大手6社 (SWITCH) の中ではタタ・コンサルタンシー・サービシズ、ウィプロに次いで古い歴史を持つ。
2011年6月16日より社名をインフォシス・テクノロジーズ・リミテッドからインフォシス リミテッドへ変更。

## 日本での活動

### 日本支店
日本における組織は本社インフォシス リミテッドに所属し、所謂日本法人という扱いではない。インフォシス日本支店と呼ばれることが多い。
インフォシスは1996年に日本向け事業を開始し、1997年には東京オフィスを設立している。東京オフィスはアジア太平洋地区統括拠点として多数のプロジェクトを遂行している。2003年より現在の南北線六本木一丁目駅上にある泉ガーデンタワーの別館、泉ガーデンウイングにオフィスを構える。日本における社員数は2022年3月31日現在約400人。

### 日本国内におけるインドITとして位置づけ
ガートナーレポートによるとインフォシスのサービスはビジネスアプリケーションに特化しており、全て顧客との直接契約である。
それに対してTCSジャパン社、Wiproジャパン社は組み込み型アプリケーションに強く、日本のITメガベンダー（日本IBM社、NTTデータ、日立製作所、NEC、富士通）の下請けに入ることもある。
東京オフィスはITコンサルティングやプロジェクト・マネジメント・ソリューションを提供しており、その中には、コンサルティング、ニーズの特定、ソリューション設計および日本顧客との交渉が含まれる。

### 日本国内での競合
欧米市場においては、Accenture社、IBM社、HP社と激しい競争を展開している。日本国内においても同3社に加えて、中国ベンダーと競合することもある。

### 提供サービス
東京オフィスのサービスは、グローバル企業のための大規模プロジェクトおよびエンタープライズ・リソース・プランニングなどパッケージ・ソリューションの提供が中心である。
- 業務改善コンサルティング
- ERPパッケージ導入支援
- ITシステム保守サービス
- ビジネスプロセスアウトソーシング
- 各種ビジネスコンサルティングサービス

2017年1月より日本代表に就任した大西俊介により2020年に向けての中期経営計画が発表され、日本オフィスとして以下サービスに特化することが発表された。
- Digitalソリューションズ
- 次世代ERP (SAP S/4 HANA, Oracle cloud)
- AI（自社人工知能プラットフォーム　Infosys Nia〈インフォシス ニア〉）
- IoT
- エンジニアリング
- クラウド
- FinTech（自社銀行基幹パッケージ　Finacle〈フィナクル〉）

### ブランディング
- 1997年7月 - 東京事務所開設。
- 2001年 - 創業者ナラヤナ・ムルティが日経アジア賞を受賞。
- 2004年 - 日本経済新聞社主催「世界経営者会議2004」にてナラヤナ・ムルティが講演。
- 2006年 - ナラヤナ・ムルティが東京大学総長アドバイザリーボードメンバーに選出。
  - 「世界経済フォーラム・東アジア会議2006」にてナンダン・ニレカニが共同議長を務める。
- 2007年 - 経済同友会に参加。
- 2010年 - ナラヤナ・ムルティが東京大学にて公演。
  - インド企業として初めて、外国企業として2社目として日本経済団体連合会に入会[5]。
- 2011年 - 日本経済新聞社主催「世界経営者会議2011」にてゴパラクリシュナンが講演。
  - 東日本大震災復興支援として2000万円を岩手、宮城、福島各県へ寄附
- 2012年6月 - 愛知県名古屋市に名古屋事務所を開設。
- 2017年8月 - SAP forum Tokyo 2017へ参加
- 2017年9月 - Adobe Symposium 2017へ参加
- 2017年10月 - CEATEC JAPAN 2017へ初参加
- 2017年11月 - 大阪市北区梅田に大阪事務所を開設
- 2017年11月 - Microsoft Tech Summit 2017へ参加
- 2017年11月 - Oracle CloudWorld Tokyo 2017へ参加
- 2018年8月 - SAP NOW Tokyo 2018へ参加
- 2019年4月 - 日立プロキュアメントサービスの81％株式を取得し、株式会社HIPUSとして子会社化[6]
- 2020年12月 - マイナビニュースフォーラム2020Winter for　データ活用へ出展[7]
- 2021年10月 - 名古屋商工会議所入会
- 2021年2月 - SAP TechEd Japan 2021へ参加
  - インフォシス インテリジェント テクノロジーを利用してSAP S/4 HANAによるエンタープライズトランスフォーメーションを強化[8]
- 2022年4月 - 2019年4月より開始した日本国内での新卒採用者数が累計100名を超える

### 主な社員
- 青木秀行：Vice President - Country Head 2023年8月より日本代表
- ラジーブランジャン (Rajeev Ranjan)：Executive Vice President - Head of Japan Business,2019年8月から2023年8月まで日本代表
- 大西俊介：Vice President - Head of Japan Business、2017年1月より2019年7月まで日本代表
- V.スリラム (V.Sriram)：Senior Vice President - Head of Japan Business,1997年から2016年までインフォシス日本支店に在籍
- 宇佐美耕次：Associate Vice President - Head of Japan Business、2005年より2008年まで日本代表